# لويس كوك
لويس كوك (بالإنجليزية: Lewis Cook)‏ (3 فبراير 1997 المملكة المتحدة - ) هو لاعب كرة قدم بريطاني، يلعب كلاعب وسط.

## حياته
ولد كوك في يورك. التحق بمدرسة تادكاستر النحوية، حيث لعب لفرق كرة القدم للناشئين من 13 عامًا إلى 15 عامًا.

## وصلات خارجية
لويس كوك على موقع الاتحاد الأوربي (الإنجليزية)
- لويس كوك على موقع قاعدة بيانات كرة القدم.إي يو (الإنجليزية)
- لويس كوك على موقع ناشيونال فوتبول تيمز (الإنجليزية)
- لويس كوك على موقع Soccerbase.com (لاعب) (الإنجليزية)
- لويس كوك على موقع Soccerway.com (الإنجليزية)
- لويس كوك على موقع عالم كرة القدم.نت (الإنجليزية)
- لويس كوك على موقع AS.com (الإسبانية)